# Jeanne Merkus
Jeanne Merkus znana także jako Jovanka Merkusova i Jenny Merkus  (ur. 11 października 1839 w Batawii, zm. 1 lutego 1897 w Utrechcie) – holenderska filantropka, działaczka społeczna, uczestniczka powstania w Hercegowinie w latach 1875–1878, nazywana „Joanną d’Arc Serbii”.

## Życiorys
Jeanne Merkus urodziła się 11 października 1839 roku w Batawii . Była córką gubernatora generalnego Holenderskich Indii Wschodnich Pietera Merkusa (1787–1844) i jego żony Wilhelminy Niclasiny Cranssen (1805–1848) . Po śmierci ojca w 1844 roku, wraz z matką i rodzeństwem, przeprowadziła się do Holandii . Po śmierci matki w 1848 roku Jeanne i jej rodzeństwem zaopiekował się wuj Charles Guillaume Merkus, który był pastorem Kościoła walońskiego . Jeanne stała się głęboko religijna i zainspirowana działalnością angielskiej pielęgniarki Florence Nightingale (1820–1910), chciała pracować na rzecz biednych . W domu wuja
nauczyła się francuskiego, niemieckiego, angielskiego, greki, łaciny, a także hebrajskiego, aby lepiej rozumieć Biblię . Prawdopodobnie odbyła roczny kurs dla młodych kobiet z dobrze sytuowanych domów w szpitalu Diaconessen w Utrechcie . Następnie przeniosła się do dzielnicy biedoty, aby pomagać potrzebującym .
W wieku 23 lat Jeanne odziedziczyła po zmarłej matce pokaźny majątek o współczesnej wartości ok. 30 milionów euro . Zamieszkała z siedem lat starszą od siebie kompozytorką, pisarką i feministką 
Cathariną van Rees (1831–1915), która w 1863 roku poświęciła Merkus sonatę . Po krótkim pobycie w Renkum i Oosterbeek, w 1864 roku kobiety przeniosły się do Spaensweerd w Brummen, a od 1867 roku mieszkały w Klein Warnsborn koło Arnhem . W 1869 roku Merkus udała się w podróż do Francji .
W 1870 roku przebywała w Paryżu, gdzie opiekowała się żołnierzami rannymi podczas wojny francusko-pruskiej . Zaczęła identyfikować się ze swoją imienniczką Joanną d’Arc (1412–1431) . We Francji uległa wpływom ruchów socjalistycznych, komunistycznych i anarchistycznych . Upadek Komuny Paryskiej w 1871 roku zinterpretowała jako koniec czasów i oczekiwała powrotu Chrystusa . Była zagorzałą zwolenniczką millenializmu .
W 1871 roku wyjechała do Rzymu, gdzie wpadła na pomysł wzniesienia domu, który miałby służyć Chrystusowi i jego naśladowcom po jego powrocie na Ziemię . Gmach miał stanąć w Jerozolimie, gdzie w 1873 roku rozpoczęto jego budowę pod okiem Merkus . Merkus wkrótce wróciła do Europy, pozostawiając dokończenie prac francuskiemu architektowi . Impulsem do wyjazdu były wiadomości o powstaniu chrześcijańskich mieszkańców Hercegowiny przeciwko islamskim Turkom . Merkus zaangażowała się w powstanie w Hercegowinie, wiedziona przekonaniem, że po wydaleniu Turków z Europy również Jerozolima będzie mogła być wyzwolona spod panowania osmańskiego i gotowa na przybycie Chrystusa .
Działalność Merkus na Bałkanach została po raz pierwszy opisana przez reportera gazety „Middelburgsche Courant” w 1875 roku . Merkus przebywała wówczas w górach nad Dubrownikiem z oddziałem Mićo Ljubibratića (1839–1889), wspierając go finansowo i organizując akcje bojowe . Wkrótce oddział został zmuszony do opuszczenia Hercegowiny i wycofania się do Bośni . W 1876 roku działalność Merkus opisał reporter gazety „The Newcastle Courant”, nazywając ją „współczesną Jeanne d’Arc z Hercegowiny”, jako że była jedyną kobietą wśród powstańców, biorącą czynny udział w walkach i dowodzącą atakami kawalerii . W tym samym roku Merkus i Ljubibratić wraz z towarzyszami broni zostali pojmani przez Austriaków, lecz Merkus – jako kobieta i obywatelka holenderska – została wkrótce zwolniona .
Następnie wyjechała do Belgradu, gdzie została obwołana „Joanną d’Arc Serbii”, walczącą na rzecz wyzwolenia Serbów spod ucisku osmańskiego i austro-węgierskiego . Po wybuchu wojny serbsko-tureckiej w 1876 roku wstąpiła do wojska serbskiego, inspirując żołnierzy do walki i finansując szpitale polowe . Jej działalność była szeroko opisywana przez prasę światową . W latach 1875–1877 poświęcono jej ponad 1500 artykułów w gazetach i czasopismach w 21 językach i w 27 krajach .
Merkus otwarcie wyrażała swoje poglądy – po publicznym zarzuceniu tchórzostwa jednemu z generałów i ujawnieniu jego związku z jedną z sióstr Czerwonego Krzyża została siłą odesłana z wojska . Mogła zostać w Serbii, lecz w sierpniu 1876 roku opuściła Bałkany . Wkrótce popadła w zapomnienie .
W 1878 roku przyjechała do Jerozolimy, by dokończyć budowę domu, jednak musiała zaprzestać prac z uwagi na brak funduszy . Następnie ze zbieranych datków wspierała biednych w Marsylii . Kilkakrotnie wracała jeszcze do Jerozolimy, lecz kontakty z nieuczciwymi kontrahentami i skorumpowanymi tureckimi urzędnikami zmusiły ją w 1895 roku do wyjazdu do Paryża, gdzie żyła w biedzie . W 1896 roku schorowaną i pozbawioną środków do życia Merkus zaopiekował się brat, który zabrał ją do swojego domu w Utrechcie . Merkus zmarła w szpitalu Diaconessen w Utrechcie 1 lutego 1897 roku .

## Upamiętnienie
W XX wieku jej rola w walkach z Turkami stała się tematem filmu fabularnego . W 2014 roku René Grémaux i Wim van den Bosch opublikowali jej obszerną biografię .